# 227

227(이백이십칠)은 226보다 크고 228보다 작은 자연수다.

## 수학
- 49번째 소수(素數)다. 앞의 소수는 223, 다음 소수는 쌍둥이 소수인 229다.
- {\displaystyle 227=3^{2}+7^{2}+13^{2}}
  - 서로 다른 세 소수(素數)의 제곱합으로 나타낼 수 있는 3번째 소수다. 이 성질을 지닌 앞의 수는 179, 다음 수는 347이다. (OEIS의 수열 A182479)

## 과학
- NGC 227: 고래자리 방향에 있는 렌즈형은하.

## 교통

### 철도
- 서울 지하철 2호선 낙성대역의 역번호.
- 부산 도시철도 2호선 사상역의 역번호.
- 대구 도시철도 2호선 내당역의 역번호.

### 도로
- 일본 227번 국도(일본어판): 홋카이도 하코다테시에서 히야마군 에사시정까지 이어지는 일본의 국도.
- 현도 제227호선

## 군사
- U-227(영어판, 독일어판): 제2차 세계 대전에 사용된 나치 독일의 군용 잠수함.

## 문화유산
- 대한민국의 국보 제227호: 종묘 정전
- 대한민국의 보물 제227호: 창녕 인양사 조성비
- 대한민국의 사적 제227호: 강화 광성보

## 방송
- B tv의 마운틴TV 채널 번호.
- U+ TV에서 미국 디스커버리 동물 방송국인 애니멀 플래닛의 채널 번호.
- LG헬로비전의 뽀요TV 채널 번호.
- B tv 케이블의 C채널 채널 번호.
- KT HCN의 GMTV 채널 번호.

## 기타
- 날짜: 2월 27일
- 연도: 227년, 기원전 227년